# فيليب كوستيتش
فيليب كوستيتش (بالصربية: Филип Костић)‏ (Filip Kostić) (1 نوفمبر 1992 في كراغوييفاتس في صربيا – )؛ هو لاعب كرة قدم يلعب مع منتخب صربيا لكرة القدم منذ عام 2015 و يلعب حاليا مع فنربخشه في الدوري التركي في مركز الجناح و سبق أن لعب مع نادي آينتراخت فرانكفورت و مع نادي هامبورغ ومع ناديه السابق يوفنتوس

## مسيرته الكروية
لعب فيليب كوستيتش خلال مسيرته الاحترافية مع 5 أندية في عشرة مواسم وسجل خلالها 41 هدفًا ضمن 283 مباراة. ولم يفز بأي موسم بالكأس أو بالدوري.
خاض فيليب كوستيتش مسيرته مع رادنيتشكي 1923 ‏ في موسم 2010–11 ولمدة موسمين، مشاركًا في 57 مباراة سجل خلالها 5 أهداف. ثم انتقل إلى نادي غرونينغن في موسم 2012–13 ولمدة موسمين، حيث شارك في 39 مباراة سجل خلالها 9 أهداف. لينتقل بعدها إلى نادي شتوتغارت في موسم 2014–15 ولمدة موسمين، مشاركًا في 59 مباراة سجل خلالها 8 أهداف. ثم انتقل إلى نادي هامبورغ في موسم 2016–17 ولمدة موسمين، مشاركًا في 61 مباراة سجل خلالها 9 أهداف. هذا وانتقل لاحقًا إلى نادي آينتراخت فرانكفورت في موسم 2018–19 ولمدة موسمين، مشاركًا في 67 مباراة سجل خلالها 10 أهداف.

## وصلات خارجية
- فيليب كوستيتش على موقع الاتحاد الدولي (مؤرشف)  (الإنجليزية)
- فيليب كوستيتش على موقع الاتحاد الأوربي (الإنجليزية)
- فيليب كوستيتش على موقع اتحاد تركيا (لاعب) (الإنجليزية)
- فيليب كوستيتش على موقع قاعدة بيانات كرة القدم.إي يو (الإنجليزية)
- فيليب كوستيتش على موقع ليكيب (الفرنسية)
- فيليب كوستيتش على موقع ناشيونال فوتبول تيمز (الإنجليزية)
- فيليب كوستيتش على موقع Soccerbase.com (لاعب) (الإنجليزية)
- فيليب كوستيتش على موقع Soccerway.com (الإنجليزية)
- فيليب كوستيتش على موقع عالم كرة القدم.نت (الإنجليزية)
- فيليب كوستيتش على موقع AS.com (الإسبانية)